# Richard Palais
Richard Sheldon Palais  (Lynn (Massachusetts), 22 de maio de 1931) é um matemático estadunidense.